# Fort Yukon
Fort Yukon is een plaats (city) in de Amerikaanse staat Alaska, en valt bestuurlijk gezien onder Yukon-Koyukuk Census Area.

## Demografie
Bij de volkstelling in 2000 werd het aantal inwoners vastgesteld op 595.
In 2006 is het aantal inwoners door het United States Census Bureau geschat op 534, een daling van 61 (-10.3%).

## Geografie
Volgens het United States Census Bureau beslaat de plaats een oppervlakte van
19,2 km², waarvan 18,1 km² land en 1,1 km² water.

## Plaatsen in de nabije omgeving
De onderstaande figuur toont nabijgelegen plaatsen in een straal van 104 km rond Fort Yukon.